# Далмени (Саскачеван)
Далмени (енгл. Dalmeny) је урбано насеље са административним статусом варошице у централном делу канадске провинције Саскачеван. Насеље се налази 24 км северозападно од највећег града у провинцији Саскатуна.

## Историја
Насеље су основали Менонити почетком прошлог века. Долазак железнице 1904. отварање поште две године касније означили су и службено оснивање насеља. Насеље је 1983. административно уређено као варошица.
Име Далмени потиче од сеоцета Далмени које се налази у близини Единбурга у Шкотској.

## Демографија
Према резултатима пописа становништва из 2011. у варошици су живела 1.702 становника у 563 домаћинства, што је за 9,1% више у односу на 1.560 житеља колико је регистровано 
приликом пописа 2006. године.
| 2001. | 2006. | 2011. | 2016. |
| ----- | ----- | ----- | ----- |
| 1.610 | 1.560 | 1.702 | 1,860 |